# Institut Baix Empordà
|  | No s'ha de confondre amb Institut d'Estudis del Baix Empordà. |

L'INS Baix Empordà és una institució d'educació secundària ubicada a Palafrugell, a la comarca del Baix Empordà.
El centre imparteix les titulacions d'Educació Secundària Obligatòria i postobligatòria, ja siguin d'orientació acadèmica (batxillerat) com de formació professional, de grau mitjà i superior. A més, el centre també ofereix altres modalitats formatives que s'adeqüen a la demanda de la comarca. Actualment el centre participa a diversos projectes com Comenius (Youth go job hunting), Escoles Verdes (entrega dels Premis de Medi Ambient), Qualitat i Millora Continua, Educat 2.0 o competicions de robòtica, entre d'altres.

## Història
L'Escola de Formació Professional va ser inaugurat el 4 d'octubre de 1974 a l'edifici de l'antiga Escola d'Arts i Oficis al carrer de la Tarongeta, on es troba en l'actualitat el Museu del Suro. La seva creació es considera un «important pas per a la vila», que va comptar amb un important suport de l'alcalde Joan Rutllant i Pibernat i el seu equip. Els primers alumnes inscrits en aquell curs van ser 28, dels quals vint-i-set estaven especialitzats en l'automoció i un en l'especialitat de metall, sota la direcció del professor Martí Bofill i Pareras.
El local anava quedant petit així que l'Ajuntament de Palafrugell va haver d'habilitar altres dependències municipals per donar acolliment a la gran demanda de places escolars. Després de nombroses protestes i mobilitzacions pel mal estat de les instal·lacions, l'1 d'octubre de l'any 1984 es va decidir traslladar l'institut a l'avinguda de les Corts Catalanes, la seva actual ubicació. El nou edifici es posava en funcionament amb el nom d'Institut de Formació Professional Baix Empordà. El 2007 l'institut es va remodelar i ampliar.
El curs 1989 – 1890, després de diverses reivindicacions del centre, de les institucions i d'entitats del sector hoteler, es va aconseguir el cicle de turisme i el curs 2001 – 2002 es va obrir l'Escola d'Hoteleria i Turisme. El 2007, amb la remodelació de l'institut, s'hi va habilitar un espai de cuines i la zona de restaurant. El curs 2011 – 2012 es va reobrir l'escola restaurant duta a terme pels estudiants d'hoteleria i turisme del centre.